# 聖氏半齧脂鯉
聖氏半齧脂鯉，為輻鰭魚綱脂鯉目脂鯉亞目脂鯉科半齧脂鯉屬的其中一個種，分布於南美洲哥倫比亞Rancheria河流域，體長可達8公分，棲息在底中層水域，生活習性不明。